# Peloc
Le peloc est un sport dérivé de la chistera. Il s'agit d'un sport combinant le terrain de tennis et une règle du badminton (sport qui se joue en plein air, il se joue avec deux arcs lanceurs courbés et un volant à plume sur un tri pieds et donc les capsules peuvent contenir une bille en acier a ses bases. Il peut se jouer en simple ou en double.